# 氨基磺酸铵
氨基磺酸铵是一个无机化合物，分子式NH4NH2SO3，可由尿素与硫酸作用而得。25℃时在水中的溶解度为216g，可溶于甲酰胺和甘油，遇热分解。大鼠急性经口LD50为3900mg/kg。可作非选择性除草剂，对防除大多数木本植物具特殊的应用价值。